# United States of Al
United States of Al ist eine US-amerikanische Sitcom von David Goetsch und Maria Ferrari. Die Serie wurde von Chuck Lorre Productions und Warner Bros. Television produziert. Im Mai 2022 wurde bekannt, dass die Serie nach der zweiten Staffel und 35 Episoden vom Sender CBS eingestellt wird.

## Handlung
Die Serie handelt von der Freundschaft zwischen Riley Dugan, einem Kriegsveteranen, und Awalmir „Al“ Karimi, einem Dolmetscher aus Afghanistan, der Riley bei seinem Dienst bei den Marines geholfen hatte. Wieder zurück in Columbus holt Riley Al aus Afghanistan nach und lässt ihn bei sich, seiner Schwester und seinem Vater im Haus einziehen. Al erfährt, dass Riley sich von seiner Frau Vanessa scheiden lässt, die das Sorgerecht für ihre einzige Tochter Hazel hat.
Al versucht seinem Freund, der seit seinem Einsatz eine posttraumatische Belastungsstörung entwickelt hat, zu helfen und beschließt, Riley und Vanessa wieder zusammenzubringen.

## Besetzung

### Hauptbesetzung
- Adhir Kalyan als Awalmir „Al“ Karimi, ein Dolmetscher aus Afghanistan (geboren in Kandahar und nach Kabul gezogen)
- Parker Young als Riley Dugan, ein Marinesveteran, der versucht, sich an das Leben in Ohio zu gewöhnen
- Elizabeth Alderfer als Lizzie Dugan, die Tochter von Art und die jüngere Schwester von Riley
- Kelli Goss als Vanessa, Rileys Ex-Frau
- Dean Norris als Art Dugan, ein Veteran und der Vater von Riley und Lizzie
- Farrah Mackenzie als Hazel Dugan, Rileys und Vanessas Tochter

### Nebenbesetzung
- Brian Thomas Smith als Freddy, Vanessas kanadischer Freund
- Rachel Bay Jones als Lois, Arts neue Partnerin
- Azita Ghanizada als Ariana, Kasims Tochter und Als Partnerin

## Episodenliste

### Übersicht
| Staffel | Folgen | Erstausstrahlung USA (CBS) | Erstausstrahlung USA (CBS) | Erstausstrahlung D (ProSieben) | Erstausstrahlung D (ProSieben) |
| Staffel | Folgen | Premiere                   | Finale                     | Premiere                       | Finale                         |
| ------- | ------ | -------------------------- | -------------------------- | ------------------------------ | ------------------------------ |
| 1       | 13     | 01. Apr. 2021              | 24. Juni 2021              | 03. Jan. 2022                  | 21. Mär. 2022                  |
| 2       | 22     | 07. Okt. 2021              | 19. Mai 2022               | 12. Dez. 2022                  | 27. Feb. 2023                  |

### Staffel 1
| Nr. (ges.) | Nr. (St.) | Deutscher Titel   | Originaltitel                 | Erstausstrahlung USA | Deutschsprachige Erstausstrahlung (D) |
| ---------- | --------- | ----------------- | ----------------------------- | -------------------- | ------------------------------------- |
| 1          | 1         | Willkommen        | Pilot                         | 1. Apr. 2021         | 3. Jan. 2022                          |
| 2          | 2         | Reparatur         | Repair / Tarmim               | 8. Apr. 2021         | 3. Jan. 2022                          |
| 3          | 3         | Kurze Hosen       | Shorts / Neykar               | 15. Apr. 2021        | 10. Jan. 2022                         |
| 4          | 4         | Spinat            | Spinach / Sabzi               | 22. Apr. 2021        | 17. Jan. 2022                         |
| 5          | 5         | Heimweh           | Homesick / Deghyat            | 29. Apr. 2021        | 24. Jan. 2022                         |
| 6          | 6         | Spendenabend      | Fundraiser / Baspana Towlawal | 6. Mai 2021          | 31. Jan. 2022                         |
| 7          | 7         | Auto              | Car / Motar                   | 13. Mai 2021         | 7. Feb. 2022                          |
| 8          | 8         | Süßes Brot        | Roht / Sweet Bread            | 20. Mai 2021         | 14. Feb. 2022                         |
| 9          | 9         | Geburtstag        | Birthday / Kaleeza            | 27. Mai 2021         | 21. Feb. 2022                         |
| 10         | 10        | Heiratsvermittler | Matchmaker / Roybar           | 3. Juni 2021         | 28. Feb. 2022                         |
| 11         | 11        | Stromausfall      | Blackout / Parchawi           | 10. Juni 2021        | 7. März 2022                          |
| 12         | 12        | Hund              | Dog / Spai                    | 17. Juni 2021        | 14. März 2022                         |
| 13         | 13        | Hilfe             | Help / Komak                  | 24. Juni 2021        | 21. März 2022                         |

### Staffel 2
| Nr. (ges.) | Nr. (St.) | Deutscher Titel | Originaltitel               | Erstausstrahlung USA | Deutschsprachige Erstausstrahlung (D) |
| ---------- | --------- | --------------- | --------------------------- | -------------------- | ------------------------------------- |
| 14         | 1         | Versprechen     | Promises / Wadaha           | 7. Okt. 2021         | 12. Dez. 2022                         |
| 15         | 2         | Abziehen        | Repo / Wapas Geri           | 14. Okt. 2021        | 12. Dez. 2022                         |
| 16         | 3         | Heiratskandidat | Mo / Masoud                 | 21. Okt. 2021        | 19. Dez. 2022                         |
| 17         | 4         | Panikattacken   | Panic / Tars                | 28. Okt. 2021        | 19. Dez. 2022                         |
| 18         | 5         | Date            | Date / Didar                | 4. Nov. 2021         | 2. Jan. 2023                          |
| 19         | 6         | Snack Tour      | Veterans Day / Roz-e Sarbaz | 11. Nov. 2021        | 2. Jan. 2023                          |
| 20         | 7         | Psychologie     | College / Pohantoon         | 18. Nov. 2021        | 9. Jan. 2023                          |
| 21         | 8         | Weisheit        | Wisdom / Hikmat             | 2. Dez. 2021         | 9. Jan. 2023                          |
| 22         | 9         | Eifersucht      | Christmas / Krismis         | 9. Dez. 2021         | 16. Jan. 2023                         |
| 23         | 10        | Professor       | Professor / Ustad           | 6. Jan. 2022         | 16. Jan. 2023                         |
| 24         | 11        | Erziehung       | Punch / Musht               | 13. Jan. 2022        | 23. Jan. 2023                         |
| 25         | 12        | Poker           | Poker / Pokar               | 20. Jan. 2022        | 23. Jan. 2023                         |
| 26         | 13        | Jagd            | Hunt / Shikar               | 27. Jan. 2022        | 30. Jan. 2023                         |
| 27         | 14        | Kuss            | Kiss / Maach                | 24. Feb. 2022        | 30. Jan. 2023                         |
| 28         | 15        | Tattoo          | Tattoo / Khaal              | 3. März 2022         | 6. Feb. 2023                          |
| 29         | 16        | Gicht           | Gout / Nikres               | 10. März 2022        | 6. Feb. 2023                          |
| 30         | 17        | Jungfrau        | Virgin / Bakr               | 31. März 2022        | 13. Feb. 2023                         |
| 31         | 18        | Scheidung       | Divorce / Talaq             | 14. Apr. 2022        | 13. Feb. 2023                         |
| 32         | 19        | Schuld          | Guilt / Gunah               | 21. Apr. 2022        | 20. Feb. 2023                         |
| 33         | 20        | Socke           | Sock / Jeraab               | 28. Apr. 2022        | 20. Feb. 2023                         |
| 34         | 21        | Sehnsucht       | Desire / Khwast             | 12. Mai 2022         | 27. Feb. 2023                         |
| 35         | 22        | Chaos           | Chaos / Aashob              | 19. Mai 2022         | 27. Feb. 2023                         |

## Produktion
Am 10. Oktober 2019 wurde bekannt, dass CBS die Produktion einer Pilotfolge für eine Sitcom mit dem Titel United States of Al bestellt hat. Im Dezember 2019 wurde bekannt, dass Adhir Kalyan und Parker Young zum Hauptcast der Serie gehören. Im Januar 2020 wurde bekannt, dass Dean Norris, Kelli Goss und Elizabeth Alderfer zum Hauptcast der Serie gehören. Im Januar 2021 wurde bekannt, dass Farrah Mackenzie zum Hauptcast der Serie gehört. Im November 2020 hat CBS die Produktion der Serie in Auftrag gegeben.
Die Serie hatte am 1. April 2021 auf CBS Premiere.